# 2 mai 1923
Le mercredi 2 mai 1923 est le 122e jour de l'année 1923.

## Naissances
- Art Hurst (mort le 1er novembre 1993), joueur de hockey sur glace canadien
- Fips Fleischer (mort le 25 juin 2002), compositeur et musicien de jazz allemand
- Hans-Joachim Rauschenbach (mort le 15 décembre 2010), journaliste allemand
- Herman Petignat (mort le 4 mars 2000), botaniste suisse
- James Arnot Hamilton (mort le 24 mai 2012), ingénieur aéronautique britannique
- Patrick Hillery (mort le 12 avril 2008), personnalité politique irlandaise
- Tilo Frey (morte le 27 juin 2008), femme politique suisse

## Décès
- Carl Holtermann (né le 23 janvier 1866), botaniste et journaliste norvégien
- Constance Bulwer-Lytton (née le 12 février 1869), écrivain, suffragette et militante britannique
- Florence Carlyle (née en 1864), peintre canadienne

## Événements
- Les lieutenants Oakley Kelly et John MacReady (sur Fokker T-2 baptisé « Non Stop Coast to Coast ») réalisent la première traversée transcontinentale des États-Unis sans escale en 26 h 50 min. Ils obtiennent le trophée Mackay pour cet exploit.